# Nick Dudman
Nick Dudman ist ein britischer Maskenbildner.

## Wirken
Dudman war seit den frühen 1980er Jahren an rund 50 Filmproduktionen beteiligt. Zu seinen maskenbildnerischen Leistungen gehören die Make-up-Effekte der Harry-Potter-Filmreihe. Für seine Arbeit erhielt er 2012 eine Oscar-Nominierung, einen BAFTA-Award (1998) und einen Saturn Award für das beste Make-up (2000).

## Filmografie (Auswahl)
- 1997: Das fünfte Element (The Fifth Element)
- 2001: Harry Potter und der Stein der Weisen (Harry Potter and the Philosopher's Stone)
- 2002: Harry Potter und die Kammer des Schreckens (Harry Potter and the Chamber of Secrets)
- 2004: Harry Potter und der Gefangene von Askaban (Harry Potter and the Prisoner of Azkaban)
- 2005: Harry Potter und der Feuerkelch (Harry Potter and the Goblet of Fire)
- 2007: Harry Potter und der Orden des Phönix (Harry Potter and the Order of the Phoenix)
- 2009: Harry Potter und der Halbblutprinz (Harry Potter and the Half-Blood Prince)
- 2010: Harry Potter und die Heiligtümer des Todes: Teil 1 (Harry Potter and the Deathly Hallows: Part I)
- 2011: Harry Potter und die Heiligtümer des Todes: Teil 2 (Harry Potter And The Deathly Hallows: Part II)